# 572 Rebekka
572 Rebekka eller 1905 RB är en asteroid i huvudbältet, som upptäcktes 19 september 1905 av den tyske astronomen Paul Götz i Heidelberg. Den är uppkalad efter en kvinna i Heidelberg.
Asteroiden har en diameter på ungefär 28 kilometer.